# Villa gallo-romaine de Gilly-sur-Isère
La villa gallo-romaine de Gilly-sur-Isère est un site gallo-romain situé sur la commune de Gilly-sur-Isère en Savoie.
La villa, découverte en 1970, fait l’objet de fouilles importantes de 1975 à 1990.
Propriété de la ville de Gilly-sur-Isère, la villa est inscrite au titre des monuments historiques par arrêté du 26 novembre 1984.

## Localisation
La villa est située au niveau de l’agglomération antique de Gilly, établie le long de la voie romaine de Vienne à Milan via le col du Petit-Saint-Bernard.